# Analysemuster
Analysemuster (englisch analysis pattern) beschreiben praktisch bewährte und wiederverwendbare Vorlagen zur Problemlösung in einer Anwendungsdomäne. Sie bilden komplexe Zusammenhänge aus der Praxis modellhaft nach und verwenden die Sprache des Domänenexperten. Analysemuster definieren sich über die Darstellung des Problems, des Kontexts und der Lösung.

## Verwendung
Analysemuster bieten dem Systemanalytiker die Möglichkeit für Standardkomponenten von Geschäftsprozessen, etwa Role Object oder Party, dem Domänenexperten eine in der Praxis bereits bewährte Modellierung zu präsentieren. Dadurch kann der Systemanalytiker gemeinsam mit dem Domänenexperten schneller auf die spezifischen Probleme in der konkreten Anwendungsdomäne eingehen und der Prozess der Anforderungsanalyse wird beschleunigt.

## Analysemuster von Martin Fowler
Folgende Analysemuster wurden von Martin Fowler veröffentlicht. Sie basieren auf seinen Erfahrungen aus den Gesprächen mit den jeweiligen Domänenexperten (z. B. Arzt oder Buchhalter).
Accountability
- Party[1]
- Organization Hierarchy[1]
- Organization Structure[1]
- Accountability[1]
- Accountability Knowledge Level[1]
- Party Type Generalisation[1]
- Hierarchic Accountability[1]
- Operating Scope[1]
- Post[1]

Observations and Measurements
- Quantität (Quantity)[1]
- Conversion Ratio[1]
- Compound Unit[1]
- Measurement[1]
- Observation[1]
- Dual Time Record[1]
- Rejected Observation[1]
- Active Observation, Hypothesis, and Projection[1]
- Associated Observation[1]
- Process of Observation[1]
- Protocol[1]
- Event Sourcing[2]

Observations for Corporate Finance
- Enterprise Segment[1]
- Measurement Protocol[1]
- Range[1]

Referring to Objects
- Name[1]
- Identification Scheme[1]
- Object Merge[1]
- Object Equivalence[1]

Inventory and Accounting
- Account[1]
- Transaction[1]
- Summary Account[1]
- Memo Account[1]
- Posting Rule[1]
- Individual Instance Method[1]
- Posting Rule Execution[1]
- Posting Rules for Many Accounts[1]
- Balance Sheet and Income Statement[1]
- Corresponding Account[1]
- Specialized Account Model[1]
- Booking Entries to Multiple Accounts[1]

Planning
- Proposend and Implemented Action[1]
- Completed and Abandoned Actions[1]
- Suspension[1]
- Plan[1]
- Protocol[1]
- Resource Allocation[1]
- Outcome or Start Function[1]

Trading
- Contract[1]
- Portfolio[1]
- Quote[1]
- Scenario[1]

Derivate Contracts
- Forward Contract[1]
- Options[1]
- Product[1]
- Subtype State Machine[1]
- Parallel Application and Domain Hierarchy[1]

Trading Packages
- Multiple Access Levels to a Package[1]
- Mutual Visibility[1]
- Subtyping Packages[1]

Weitere
- Accounting Entry[3]
- Accounting Transaction[3]
- Anwendungsfassade (Application Facade)[3]
- Event[3]
- Fixed Property[3]
- Flexible Dynamic Property[3]
- Knowledge Level[3]
- Posting Rule[3]
- Role Object[3]
- Typed Relationship[3]
- Money[4]

## Analysemuster von Peter Coad
- Item-Item Description

## Analysemuster von Heide Balzert
- Koordinator